# Dolní Loučky

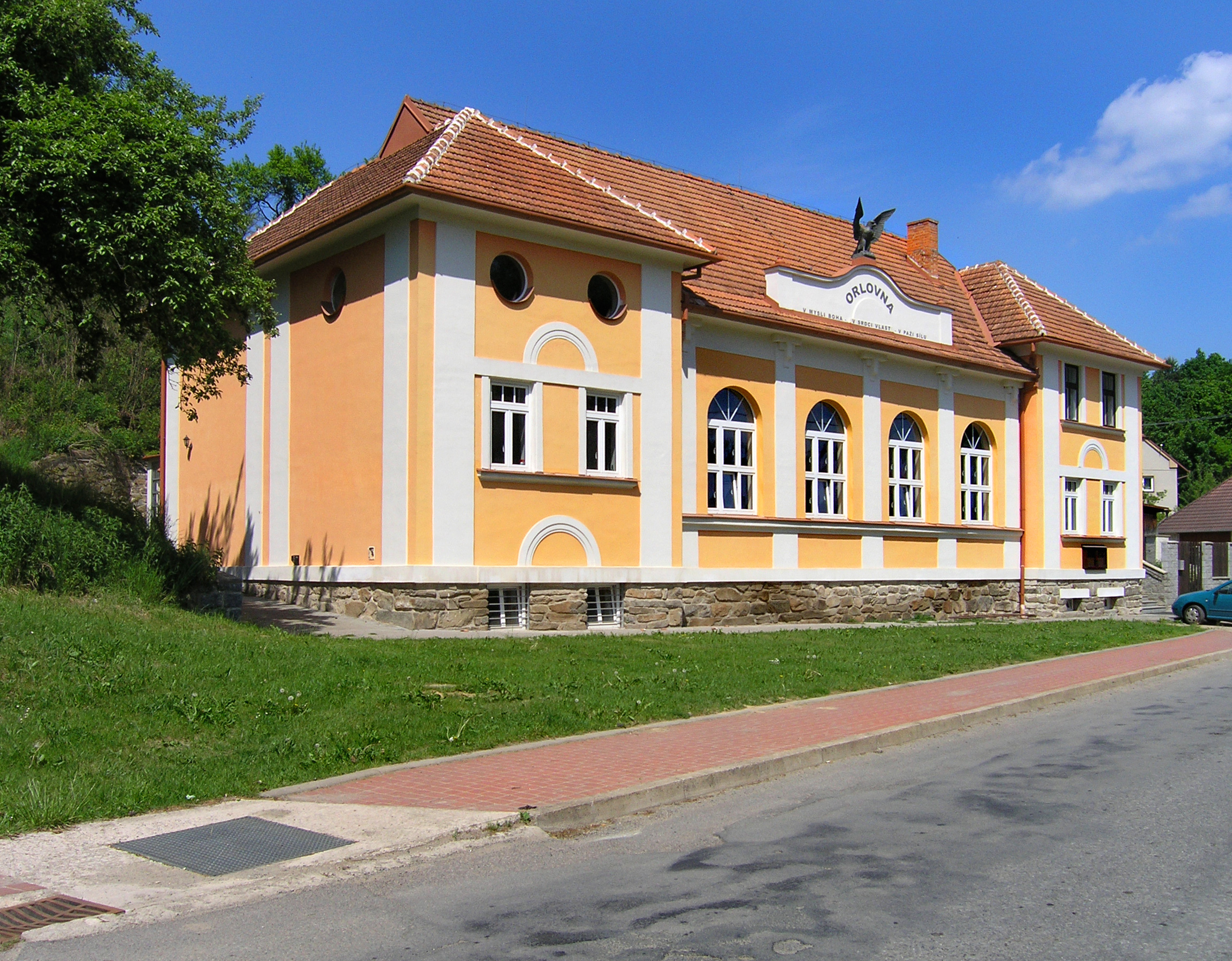
Orlovna (die Sokolturnhalle) in Dolní Loučka

Dolní Loučky (deutsch Unter Loutschka, früher Unter Lauczka) ist eine Gemeinde in Tschechien. Sie liegt fünf Kilometer nordwestlich von Tišnov und gehört zum Okres Brno-venkov.

## Geographie
Dolní Loučky befindet sich am Fuße der Böhmisch-Mährischen Höhe im Hügelland Bítešská vrchovina am Zusammenfluss der Libochovka und Bobrůvka zur Loučka. Nördlich erhebt sich der Babylon (505 m), im Nordosten der Křivoš (464 m), östlich der Dranč (407 m), südöstlich der Hradisko (412 m), im Süden der Pasník (543 m) und im Südwesten die Mírová (467 m). Am südlichen Ortsrand verläuft über zwei Viadukte und einen Tunnel die Bahnstrecke Brno-Havlíčkův Brod.
Nachbarorte sind Kaly und Zahrada im Norden, Nové Štěpánovice und Štěpánovice im Nordosten, Střemchoví und Předklášteří im Osten, Mezihoří und Nelepeč im Südosten, Úsuší und Falcov im Süden, Chytálky, Kuřimské Jestřabí und Kuřimská Nová Ves im Südwesten, Újezd u Tišnova im Westen sowie Horní Loučky im Nordwesten.

## Geschichte
Das Dorf entstand in der 2. Hälfte des 13. Jahrhunderts bei der Burg Lúčka. Es wird angenommen, dass die Burg bereits vor der deutschen Kolonisation bestand und deshalb auch keinen deutschen Namen erhielt. Die Burg Lúčka einschließlich des Dorfes und die Kirche in Lúčka ist seit 1236 nachweisbar und war zuerst vor allem eine Fliehburg der Herren von Deblín bei Kriegsgefahren. Später gehörte sie den Hartlik von Loutschka. Beim Einfall der mongolischen Horden im Jahre 1241 wurde das Gebiet einschließlich der kurz zuvor gegründeten Klosters Porta Coeli verwüstet. Zwischen 1292 und 1322 ist Vítek von Loutschka als Besitzer der Herrschaft nachweisbar. Im Jahre 1322 erlosch mit ihm dieser Zweig der Deblíner und das Erbe fiel den Herren von Kunstadt zu. Das Wappen der Kunstädter bildet auch die Grundlage des heutigen Ortswappens. Die in den Hussitenkriegen teilweise zerstörte Burg bestand bis in die 2. Hälfte des 15. Jahrhunderts und erlosch dann gänzlich. Im Jahre 1519 wurde Loutschka Teil der Herrschaft Porta Coeli.
Nach der Aufhebung der Patrimonialherrschaften bildete Dolní Loučka ab 1850 eine Gemeinde im Brünner Bezirk und Gerichtsbezirk Tischnowitz. Seit 1896 gehörte die Gemeinde unter dem Namen Dolní Loučky zum neu gebildeten Bezirk Tischnowitz. 1939 begann südliche des Dorfes der Bau der zweigleisigen Hauptstrecke von Brno nach Havlíčkův Brod. Durch den Ausbruch des Zweiten Weltkrieges wurde die Bauarbeiten eingestellt. Die fertiggestellten Tunnel dienten zwischen 1944 und 1945 unter dem Decknamen Diana als UVO der deutschen Rüstungsindustrie.
1953 wurde die Bahnstrecke endlich fertiggestellt. Nach der Auflösung des Okres Tišnov kam Dolní Loučky mit Beginn des Jahres 1961 zum Okres Žďár nad Sázavou. Zu dieser Zeit erfolgte auch die Eingemeindung von Střemchoví. Seit Beginn des Jahres 2005 gehört die Gemeinde zum Okres Brno-venkov.
Von den 1108 Einwohnern lebten im Jahre 2001 991 in Dolní Loučky und 117 in Střemchoví.

## Gemeindegliederung
Die Gemeinde Dolní Loučky besteht aus den Ortsteilen Dolní Loučky (Unter Loutschka) und Střemchoví (Stremchow) sowie der Ansiedlung Mezihoří und einem Anteil von Chytálky.

## Sehenswürdigkeiten
- Kirche des hl. Martin, renoviert im 18. Jahrhundert, mit romanischem Portal und Westturm
- Reste der Burg Loučky, seit 1236 überliefert
- Eisenbahnviadukt
- Tunnel Dolní Loučky, der Bau erfolgte ab 19. März 1940 und wurde im November 1942 eingestellt. Im Frühjahr 1944 wurde der Tunnel unter dem Decknamen Diana zu einem Verlagerungsobjekt der deutschen Kriegsproduktion hergerichtet.

## Persönlichkeiten

### Söhne und Töchter der Gemeinde
- Antonín Mrkos (1918–1996), Astronom und Lehrer, er wurde in Střemchoví geboren und war ab 1965 am Kleť-Observatorium tätig.

### Im Ort lebten und wirkten
- Jan Evangelista Bílý (1819–1888), der Geistliche, Schriftsteller und Politiker war von 1859 bis 1872 Pfarrer von Dolní Loučky
- Jiří Kalendovský (* 1959), der Opernsänger (Bass) wuchs in Dolní Loučky auf.

## Bilder

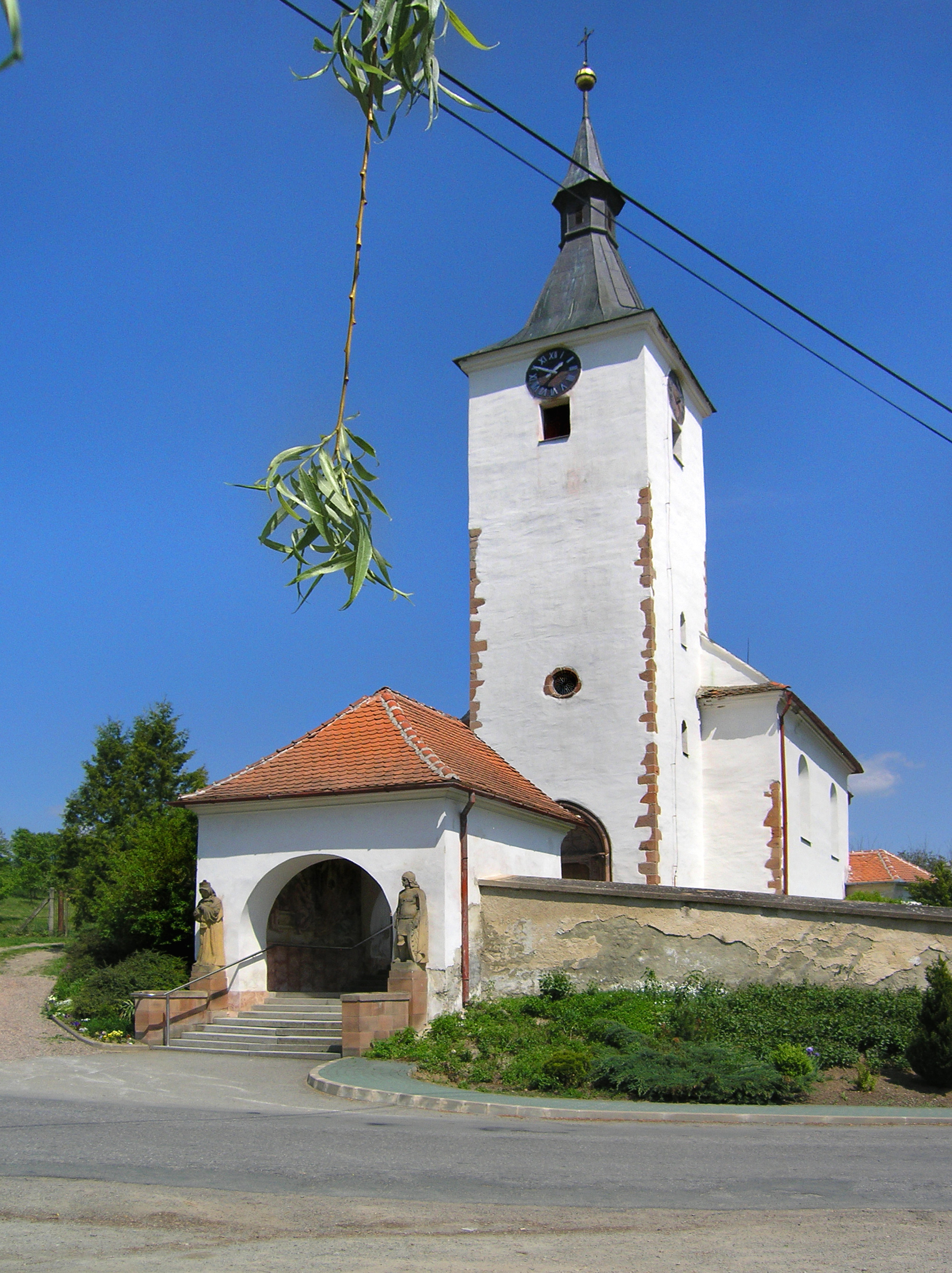
Die Kirche
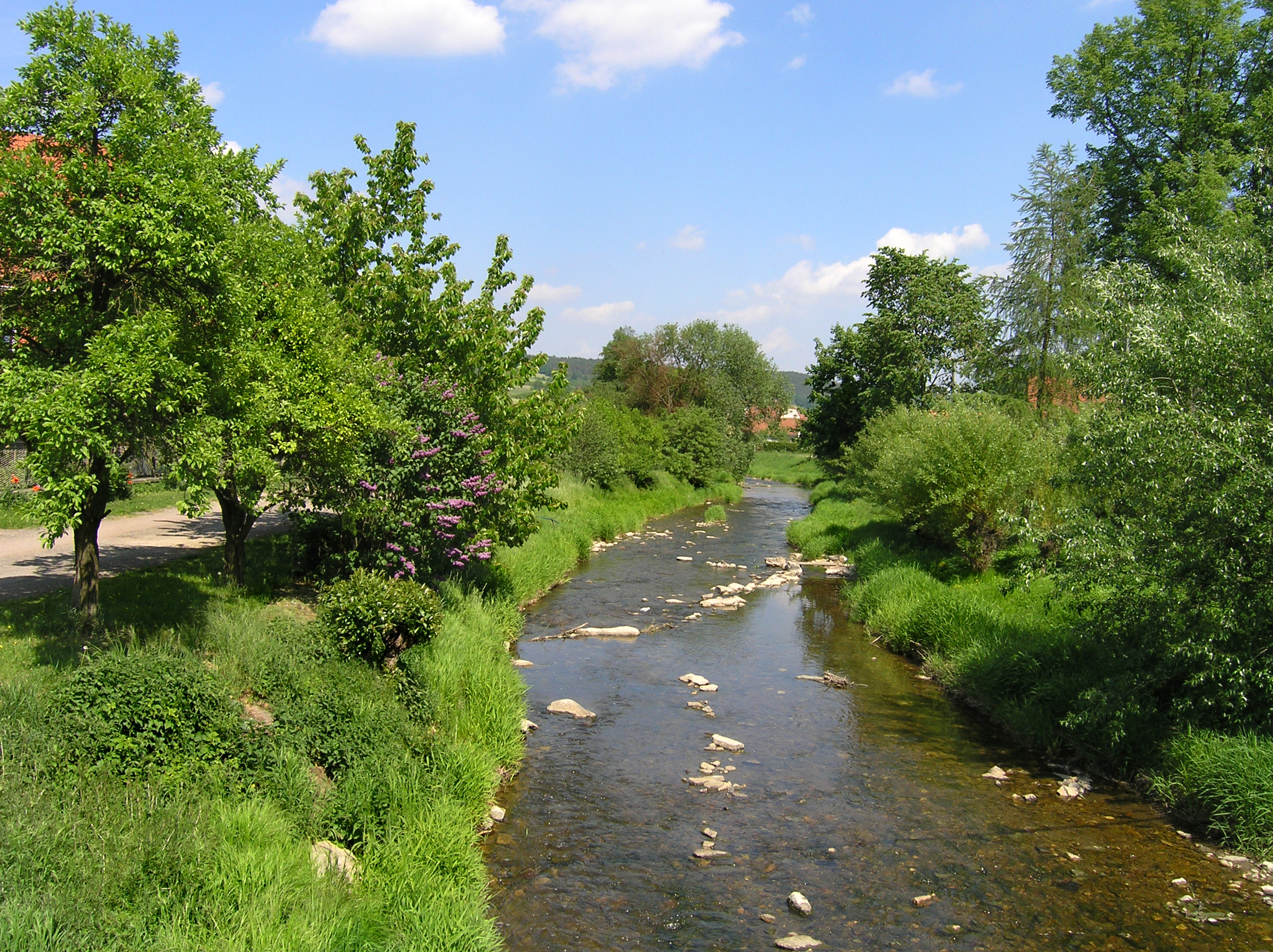
Libochůvka